# Borrell II.
Don Borrell II. (katalonski i španjolski: Borrell II; umro o. 992.) bio je španjolski plemić te grof Urgella, Girone, Barcelone i Osone, koji je u svojim dokumentima zvan comes et marchio – "grof i markiz".

## Životopis
Bio je sin grofa Sunyera I. i njegove žene, grofice Riquilde Tuluške. Godine 947. Sunyer I. se povukao u samostan te je vlast ostavio Borrellu i njegovom bratu, Don Miróu Barcelonskom. Kad je 948. god. umro Borrellov stric, Don Sunifredo II., Borrell ga je naslijedio na mjestu grofa Urgella.
Godine 968. Borrell II. je oženio Letgardu. Njihovi su sinovi bili Ramon Borrell i Ermengol I. od Urgella, a kćeri Ermengarda Barcelonska i Riquilda Barcelonska.
Borrell je bio poznati diplomat koji je održavao dobre odnose s muslimanima te je 970. godine otišao u Rim kako bi se susreo s papom Ivanom XIII. i carem Otonom I. Borrell je također bio zaštitnik kulture i umjetnosti te je 967. posjetio samostan Aurillac. Opat samostana je zamolio Borrella da sa sobom u Španjolsku uzme jednog dječaka imenom Gerbert; on je poslije postao papa Silvestar II.
Kad su muslimani napali Barcelonu, Borrell je poslao pismo s molbom za pomoć kralju Zapadne Franačke Lotru, ali on nije mogao pomoći.
Borrellova druga supruga je bila Aimeruda.